# Alt mit shit
Alt Mit Shit er det andet studiealbum fra den danske rapper Johnson. Albummet er udgivet hos ArtPeople, og er produceret af Lasse Pilfinger for Glamour Hotel Music. Albummet udkom den 21. september 2009.

Fra ArtPeople's hjemmeside: 
| „ | "D. 21. september udgiver Johnson sit nye album ”Alt mit shit”, hvor han blandt andet har været i Atlanta i USA og indspille to numre. Og han fortsætter 100% sin letgenkendelige, frække og kække stil fra ”Det Passer” sammen med produceren Pilfinger." | “ |

## Trackliste
1. "Intro"
2. "Bawler Hele Dagen"
3. "Begge Lommer Fyldt"
4. "Joggingsættet"
5. "Piedestal"
6. "Aaay!"
7. "Teriyaki"
8. "V8" (Feat. Khao)
9. "Jeg Groover"
10. "F.A.N" (Feat. Alex)
11. "Fine Forhold" (Feat U$O)
12. "Båb Marley"
13. "Læner Pænt"
14. "Alt Mit Shit"